# Ulpia Traiana Sarmizegetusa
Ulpia Traiana Sarmizegetusa fu fondata sul precedente castrum militare di Traiano in relazione alla conquista della Dacia ed alla conseguente creazione della Provincia. La data possibile della sua formazione potrebbe essere l'11 agosto del 106. Fu subito formata con cittadini romani optimo iure. Fu centro amministrativo, finanziario e sede del governatore della provincia con il nome completo di Colonia Ulpia Traiana Augusta Dacica Sarmizegetusa.

## Storia

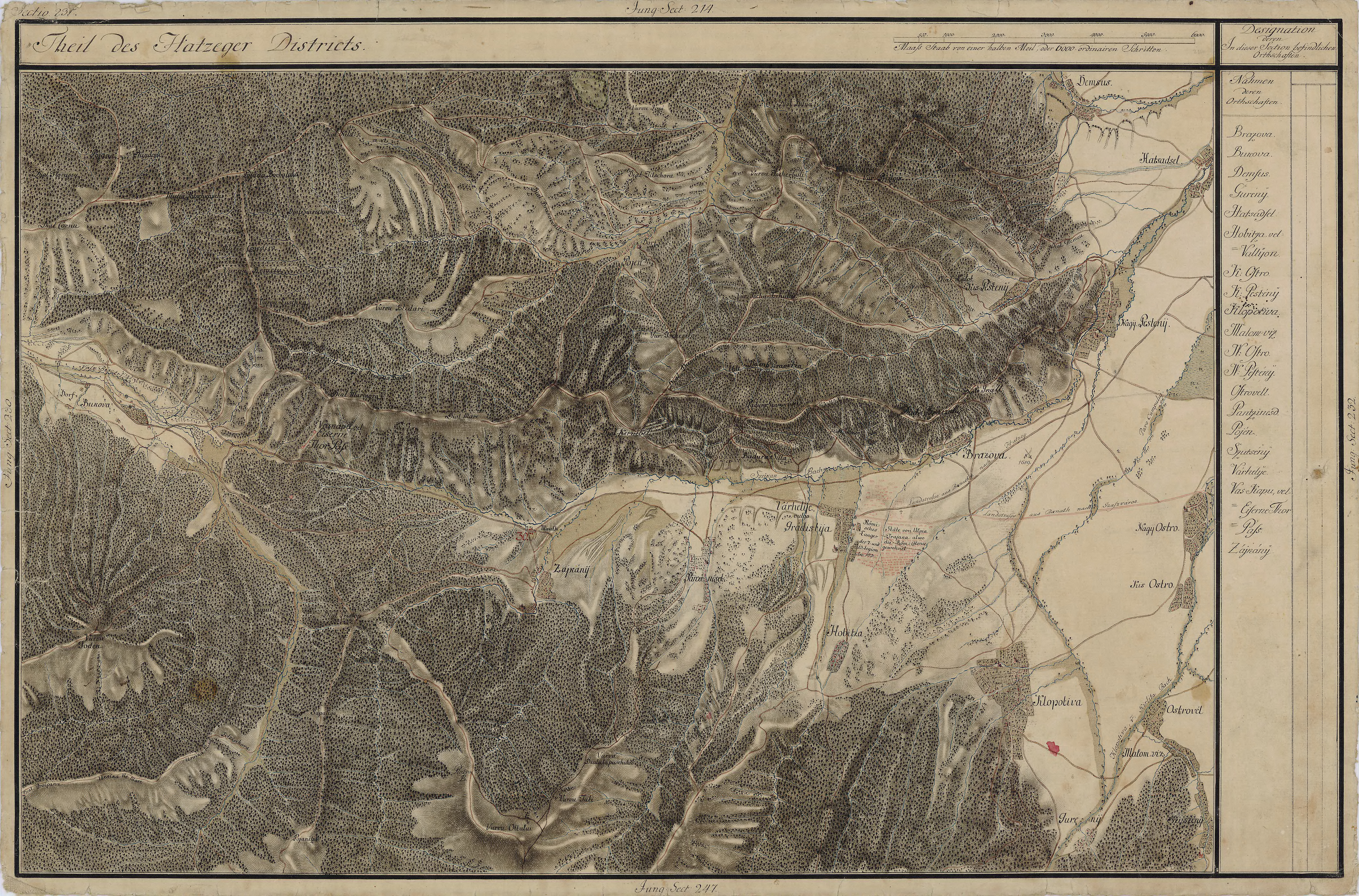
Antica riproduzione della piana dove sorse Ulpia Traiana Sarmizegetusa, poco ad est di Tapae.

La capitale della nuova provincia di Dacia sorgeva 50 km ad ovest della precedente capitale dei Daci, Sarmizegetusa Regia. Durante il regno di Traiano ebbe un ruolo guida a livello amministrativo e religioso, nel cuore della Transilvania, protetta da entrambi i lati dalle due legioni lasciate a guardia della nuova provincia: ad est dalla legio XIII Gemina di stanza ad Apulum ed a ovest dalla legio IIII Flavia Felix di stanza a Berzobis. Sotto Antonino Pio fu anche sede del concilium Daciarum trium (posto sotto il controllo di un sacerdos arae Augusti), riunione annuale dei rappresentanti di tutte le comunità della Dacia.
Fu minacciata dalle tribù barbariche dei sarmati Iazigi durante le guerre marcomanniche (166-180). Con Settimio Severo potrebbe aver ricevuto lo ius italicum, secondo il quale i suoi cittadini erano esentati dal pagamento del tributo fondiario.
Rimase sede del Procurator Augusti finanziario durante l'intero dominio romano fino al 271, come pure centro religioso della provincia. Sotto Alessandro Severo ricevette il glorioso epiteto di Metropolis, quale centro urbano più importante dell'intera provincia delle tre Dacie. E nel periodo 247-258 fu battuta moneta. Ulpia Traiana sopravvisse, dopo la riconquista della Dacia da parte di Costantino, per circa un secolo all'abbandono da parte dei romani. Sembra infatti che la città iniziò a decadere definitivamente solo attorno alla metà del V secolo.

## Archeologia
Le sue rovine sorgono nei pressi dell'omonima Sarmizegetusa nel distretto di Hunedoara, nella depressione di Ţara Haţegului, in Romania. Le sue dimensioni al momento costitutivo erano di 530 x 430 metri, un rettangolo pari a 22,5 ettari, con le strade principali appartenenti all'accampamento utilizzato da Traiano durante la conquista della Dacia. Le strade principali, il "cardine massimo" (cardo maximus) ed il "decumano massimo" (decumanus maximus) si intersecavano perpendicolarmente, come accade in tutti gli accampamenti romani.
La cinta muraria della città in seguito fu ampliata di ulteriori 170 metri, andando a coprire ora un'area di 32 ettari (530 x 600 metri), mentre lo sviluppo esterno portò a coprire un'area molto più vasta complessivamente di oltre 100 ettari.
Il sito archeologico è ricco di vestigia romane tra cui: un acquedotto (costruito al tempo di Adriano), due fori (uno dei quali abbellito con rifiniture in marmo da Settimio Severo), un anfiteatro, due granai, numerosi templi quale centro religioso provinciale (tra cui uno dedicato al Libero padre, ad Esculapio, alla dea Nemesi ed un tempio Capitolino), un teatro, l'abitazione del Procurator Augusti, numerose abitazioni private, locali industriali e commerciali. Attorno alla città sorgevano poi numerose villae rusticae.

## Galleria d'immagini

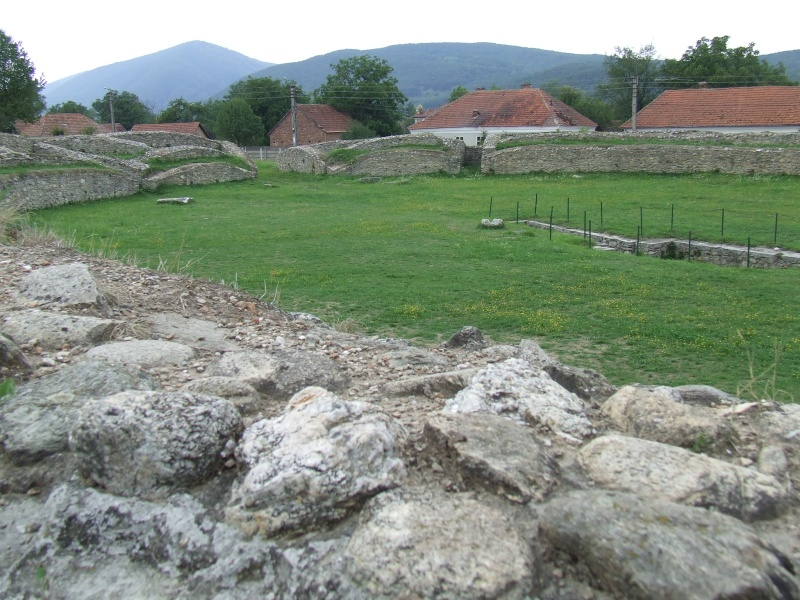
L'anfiteatro romano a Ulpia Traiana Sarmizegetusa
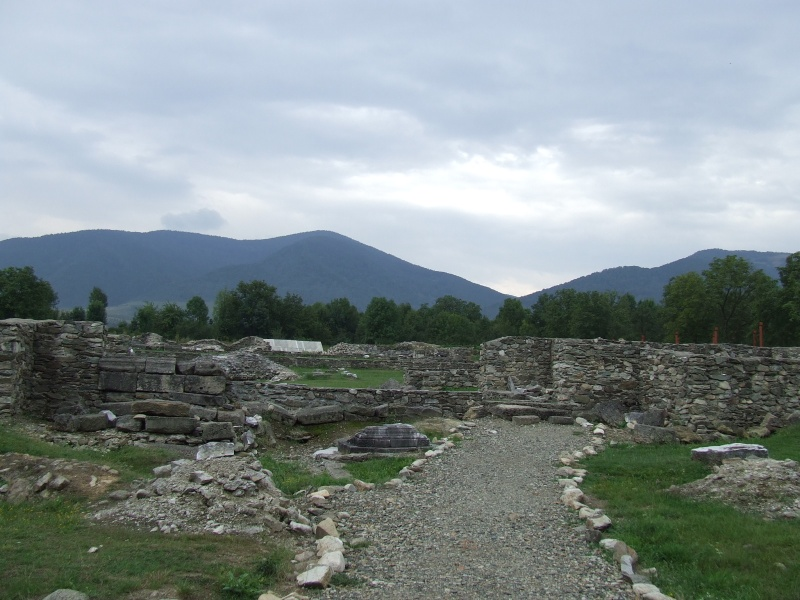
L'abitato
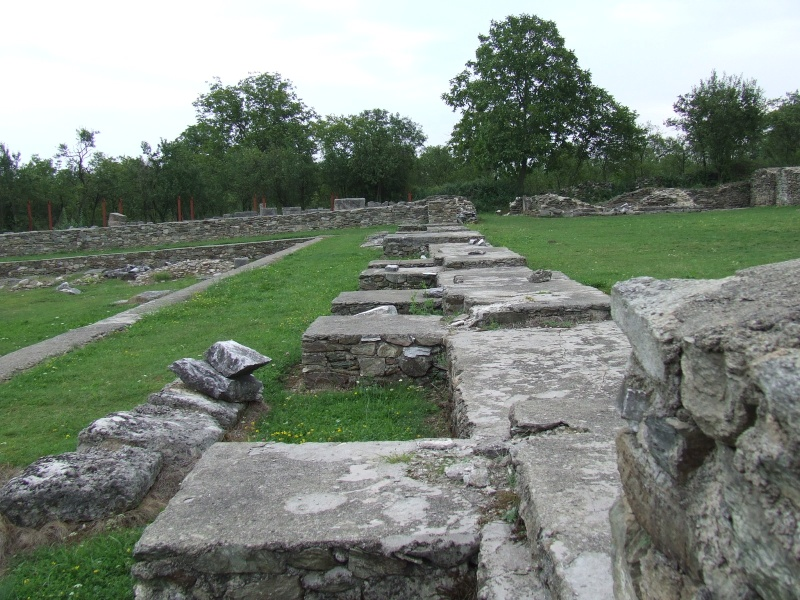
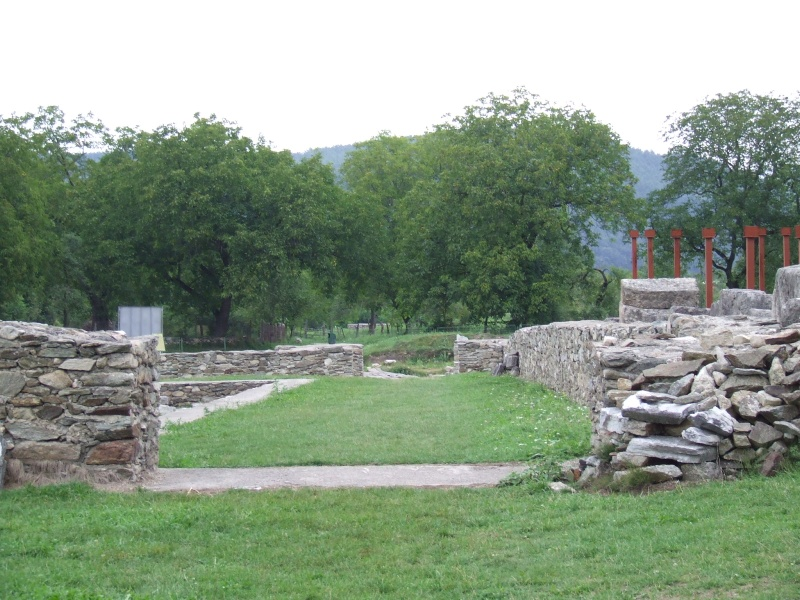
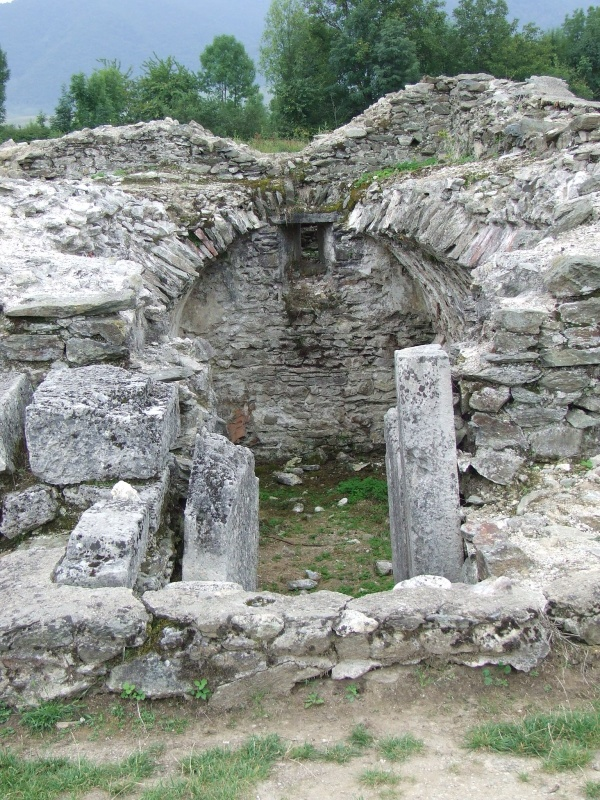
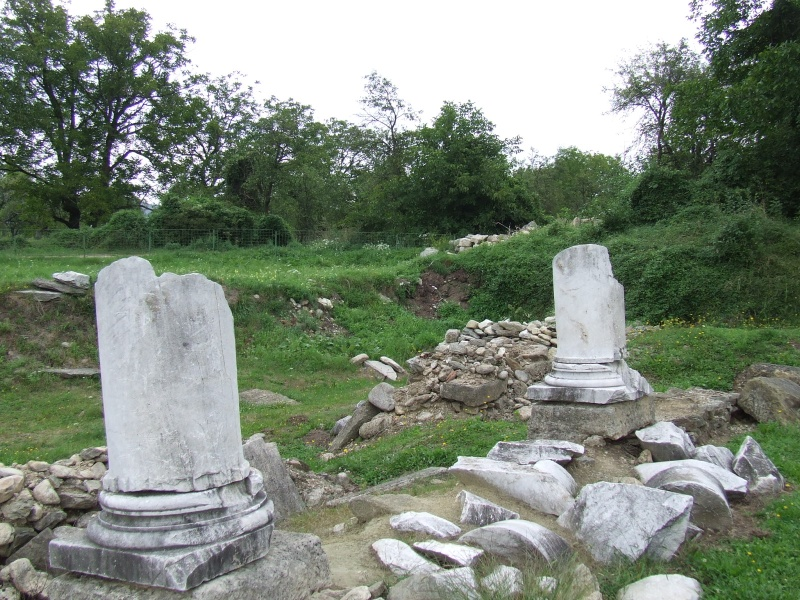
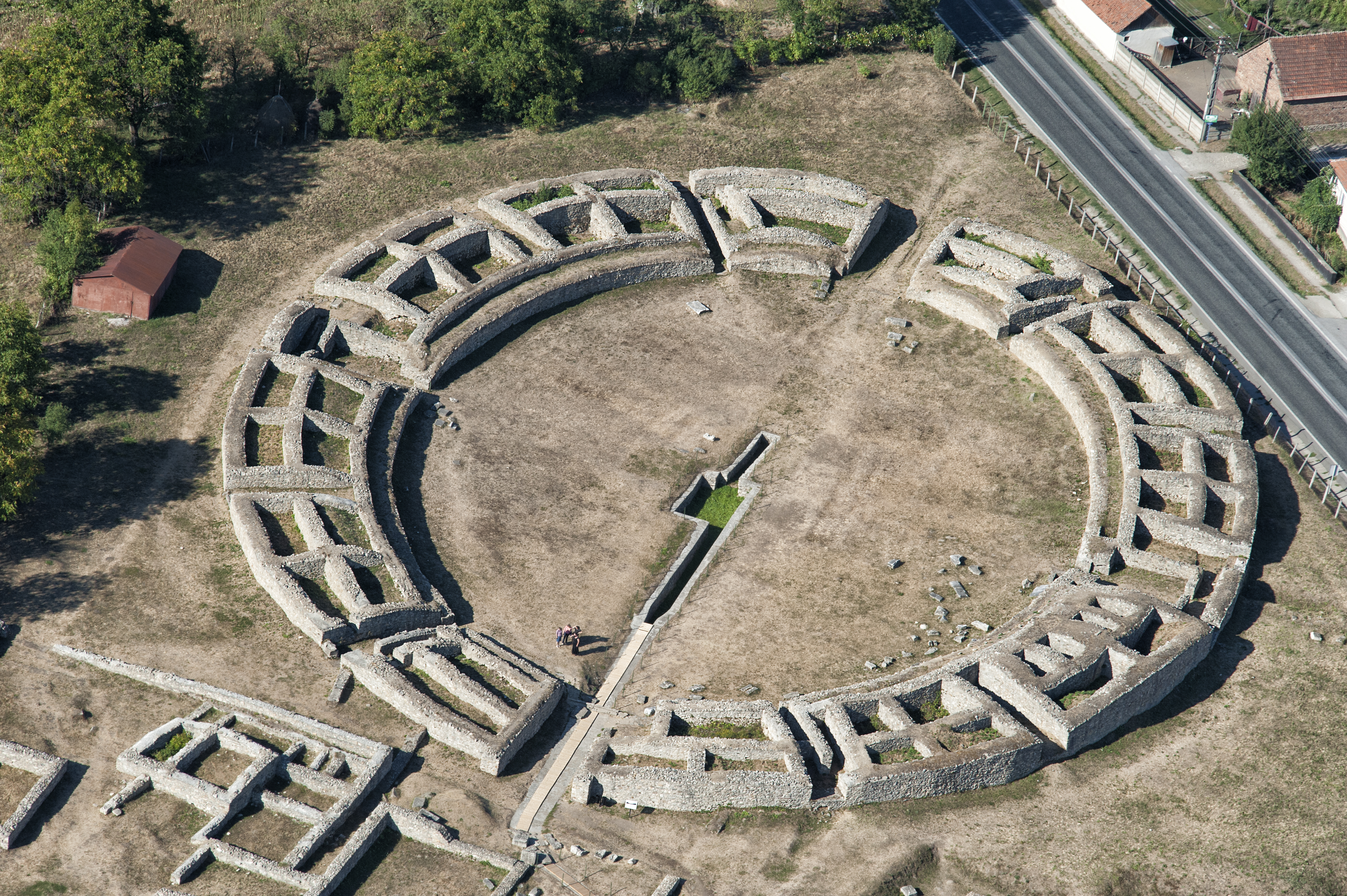
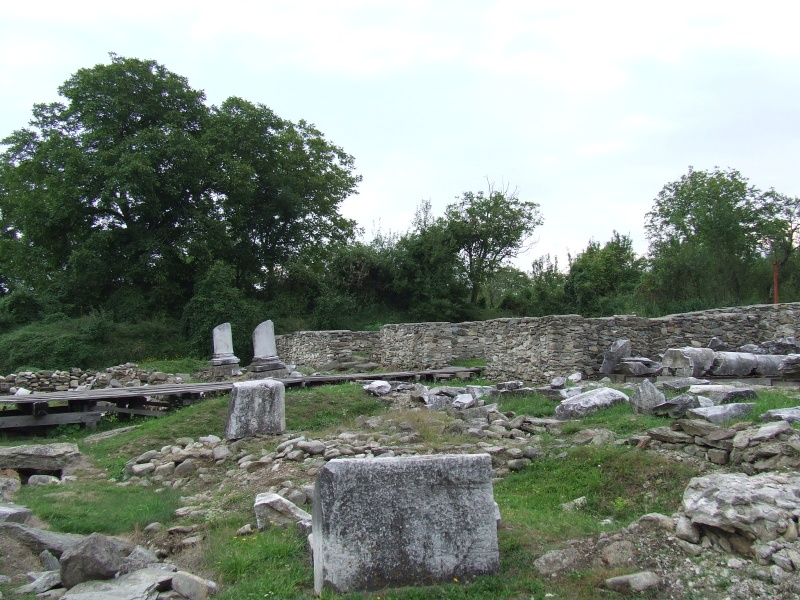

### Tra storia e geografia
- Storia della Dacia
- Dacia (regione storica)
- Dacia (provincia romana)
- Sarmizegetusa Regia antica capitale dei Daci
- Apulum
- Potaissa
- Napoca
- Buridava